# SV Grödig
Sportverein Grödig este un club de fotbal din Grödig, Austria, fondat în 1948, care în prezent evoluează în Bundesliga.

## Palmares
- Prima Divizie Austriacă (1): 2012–13

## Rezultate în Europa
| Sezon   | Competiție         | Runda | Club            | Acasă | Deplasare | Scor general |
| ------- | ------------------ | ----- | --------------- | ----- | --------- | ------------ |
| 2014–15 | UEFA Europa League | Q2    | FK Čukarički    | 1–2   | 4–0       | 5–2          |
| 2014–15 | UEFA Europa League | Q3    | Zimbru Chișinău | 1–2   | 1–0       | 2–2 (g.d.)   |

## Lotul actual
La 20 iulie 2014.
| Nr. |         | Poziție | Jucător                |
| --- | ------- | ------- | ---------------------- |
| 1   | Austria | P       | Cican Stankovic        |
| 2   | Austria | F       | Fabio Strauss          |
| 3   | Austria | F       | Maximilian Karner      |
| 5   | Austria | F       | Marco Oberst           |
| 6   | Austria | M       | Robert Völkl           |
| 8   | Austria | A       | Roman Wallner          |
| 9   | Spania  | A       | Tomi Correa            |
| 10  | Austria | M       | Sandro Djuric          |
| 11  | Austria | M       | Daniel Schütz          |
| 12  | Austria | F       | Robert Strobl          |
| 13  | Spania  | F       | Ione Cabrera (Captain) |
| 14  | Austria | F       | Florian Hart           |
| 16  | Austria | M       | Mario Leitgeb          |

| Nr. |          | Poziție | Jucător                                 |
| --- | -------- | ------- | --------------------------------------- |
| 18  | Austria  | M       | Philipp Huspek                          |
| 19  | Austria  | M       | Marvin Potzmann                         |
| 20  | Germania | M       | Simon Handle                            |
| 22  | Austria  | M       | Stefan Nutz                             |
| 23  | Germania | M       | Sascha Boller                           |
| 24  | Austria  | P       | Adnan Adilovic                          |
| 25  | Austria  | P       | Pirmin Strasser                         |
| 26  | Austria  | M       | Marco Perchtold (on loan from Pasching) |
| 27  | Austria  | M       | Thomas Goiginger                        |
| 29  | Austria  | F       | Lukas Schubert                          |
| 31  | Austria  | F       | Matthias Maak (on loan from Kapfenberg) |
| 32  | Austria  | F       | Christoph Martschinko                   |
|     | Peru     | A       | Yordy Reyna                             |

## Stafful tehnic
- Antrenor principal: Adi Hütter
- Antrenor secund: Edi Glieder
- Antrenor de portari: Michael Schwaiger

## Istoric antrenori
- Miroslav Bojceski (Aug 20, 2005–30 iunie 2006)
- Eduard Glieder (1 iulie 2006–30 iunie 2007)
- Heimo Pfeifenberger (1 iulie 2007–Dec 12, 2008)
- Miroslav Bojceski (Dec 14, 2008–30 iunie 2009)
- Michael Brandner (1 iulie 2009–26 martie 2010)
- Johann Davare (interimar) (26 martie 2010–3 aprilie 2010)
- Heimo Pfeifenberger (4 aprilie 2010–30 mai 2012)
- Adi Hütter (1 iunie 2012–31 mai 2014)
- Michael Baur (1 iunie 2014–)